# Ostrów Warcki
Ostrów Warcki [pronunciación en polaco: /ˈɔstruf ˈvart͡ski/] es un pueblo ubicado en el distrito administrativo de Gmina Warta, dentro del condado de Sieradz, Voivodato de Łódź, en el centro de Polonia. Se encuentra a unos 14 kilómetros al norte de Warta, a 25 kilómetros al norte de Sieradz, y a 56 kilómetros al oeste de la capital regional Łódź.